# Maruhashi Yusuke
Maruhashi Yusuke (丸橋 祐介 (Hoàn Kiều Hựu Giới) Maruhashi Yūsuke, sinh ngày 2 tháng 9 năm 1990 ở Osaka) là một cầu thủ bóng đá người Nhật Bản hiện tại thi đấu cho Cerezo Osaka.

## Thống kê sự nghiệp

### Câu lạc bộ
Cập nhật đến ngày 23 tháng 2 năm 2018.
| Câu lạc bộ          | Mùa giải            | Giải vô địch | Giải vô địch | Cúp1    | Cúp1      | Cúp Liên đoàn2 | Cúp Liên đoàn2 | Châu lục3 | Châu lục3 | Khác4   | Khác4     | Tổng    | Tổng      |
| Câu lạc bộ          | Mùa giải            | Số trận      | Bàn thắng    | Số trận | Bàn thắng | Số trận        | Bàn thắng      | Số trận   | Bàn thắng | Số trận | Bàn thắng | Số trận | Bàn thắng |
| ------------------- | ------------------- | ------------ | ------------ | ------- | --------- | -------------- | -------------- | --------- | --------- | ------- | --------- | ------- | --------- |
| Cerezo Osaka        | 2009                | 0            | 0            | 0       | 0         | –              | –              | –         | –         | –       | –         | 0       | 0         |
| Cerezo Osaka        | 2010                | 24           | 2            | 3       | 1         | 4              | 1              | –         | –         | –       | –         | 31      | 4         |
| Cerezo Osaka        | 2011                | 32           | 1            | 5       | 0         | 1              | 0              | 8         | 0         | –       | –         | 46      | 1         |
| Cerezo Osaka        | 2012                | 24           | 1            | 4       | 0         | 6              | 0              | –         | –         | –       | –         | 34      | 1         |
| Cerezo Osaka        | 2013                | 31           | 0            | 2       | 0         | 8              | 1              | –         | –         | –       | –         | 41      | 1         |
| Cerezo Osaka        | 2014                | 33           | 3            | 3       | 0         | 2              | 0              | 7         | 0         | –       | –         | 45      | 3         |
| Cerezo Osaka        | 2015                | 39           | 0            | 0       | 0         | –              | –              | –         | –         | 2       | 0         | 41      | 0         |
| Cerezo Osaka        | 2016                | 40           | 1            | 3       | 1         | –              | –              | –         | –         | 2       | 0         | 45      | 2         |
| Cerezo Osaka        | 2017                | 33           | 1            | 4       | 0         | 6              | 1              | –         | –         | –       | –         | 43      | 2         |
| Tổng cộng sự nghiệp | Tổng cộng sự nghiệp | 256          | 9            | 24      | 2         | 27             | 3              | 15        | 0         | 4       | 0         | 336     | 13        |

1Bao gồm Cúp Hoàng đế Nhật Bản.
2Bao gồm J. League Cup.
3Bao gồm Giải vô địch bóng đá các câu lạc bộ châu Á.
4Bao gồm J2 Play-offs.